# Discul împrăștiat

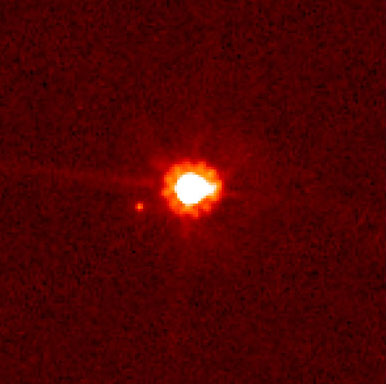
Eris, cel mai mare obiect cunoscut din discul împrăștiat (centru) și satelitul său Dysnomia (la stânga)

Discul împrăștiat este o regiune distantă din Sistemul solar care este slab populată de planete minore înghețate, un subgrup a celei mai mari familii de obiecte transneptuniene. Obiectele din discul împrăștiat au o excentricitate orbitală mai mare ca 0,8, înclinație mai mare de 40° și un periheliu mai mare ca 30 UA (4,5×109 km). Aceste orbite extreme se consideră a fi rezultatul „împrăștierii” gravitaționale de către giganții gazoși și perturbărilor de către planeta Neptun.
În timp ce cea mai apropiată distanță de la Soare a obiectelor împrăștiate este de aproximativ 30–35 UA, orbitele lor se pot extinde mult dincolo de 100 UA. Acest lucru face ca obiectele împrăștiate să fie „printre obiectele cele mai îndepărtate și reci din Sistemul solar”. Partea din interiorul discului împrăștiat se suprapune cu o regiune în formă de tor cu obiecte care orbitează, tradițional denumită centura Kuiper, dar limitele sale exterioare ajung mult mai departe de Soare și sunt mult mai sus și jos la ecliptică decât centura propriu-zisă.
Din cauza naturii sale instabile, astronomii consideră ca discul împrăștiat a fi locul de origine pentru cele mai multe comete periodice observate în Sistemul solar, cu centaurii, corpuri înghețate dintre Jupiter și Neptun, fiind stadiu intermediar în migrația unui obiect de la disc Sistemul solar interior. Eventual, perturbațiile de la planetele gigantice trimit astfel de obiecte spre Soare, transformându-le în comete periodice. Multe obiecte din norul lui Oort se crede de asemenea că provin din discul împrăștiat.